# Delphinium nepalense
Delphinium nepalense är en ranunkelväxtart som beskrevs av Siro Kitamura och Tamura. Delphinium nepalense ingår i släktet storriddarsporrar, och familjen ranunkelväxter. Inga underarter finns listade i Catalogue of Life.